# Paola Zancani Montuoro

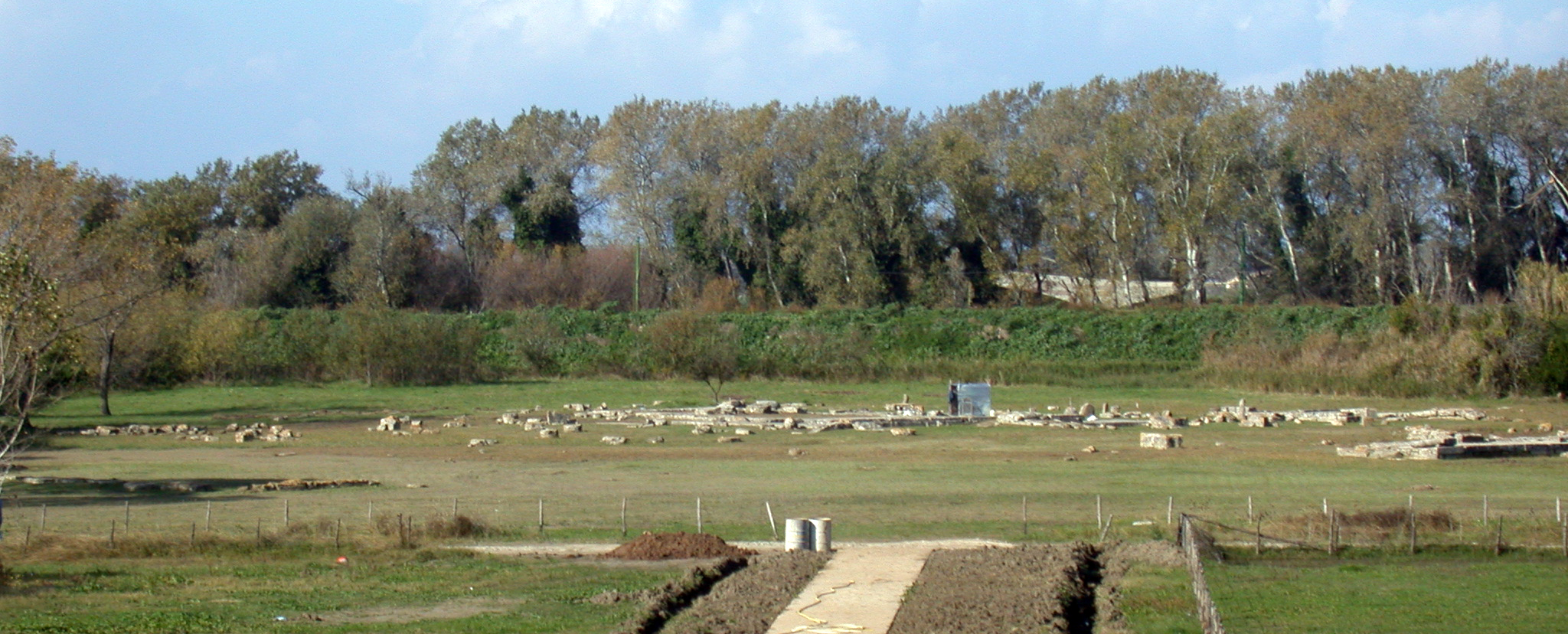
Les ruines du Sanctuaires d'Hera découvertes par Paola Zancani Montuoro

Paola Zancani Montuoro (Naples, 27 février 1901-Sant'Agnello, 14 août 1987) était une archéologue italienne, spécialiste de l'art grec.

## Biographie
Elle étudie les lettres à l'Université de Naples et a pour professeur Giulio Emanuele Rizzo, historien de l'art classique. Elle entre à l'École nationale d'archéologie de Rome et devient membre de l'École italienne d'Athènes.
Paolo Orsi l'invite à Syracuse en 1932 pour travailler sur les tablettes en relief de Locres et de Reggio de Calabre, tache qu'elle effectue jusqu'en 1958. En 1933, elle s'associe à Umberto Zanotti Bianco dans ses travaux pour tenter de retrouver le sanctuaire d'Héra et entre à la Società Magna Grecia fondée par celui-ci, mais s'opposant avec lui au régime fasciste, est assignée à résidence à Paestum. 
En 1934, ils trouvent enfin le sanctuaire et les fouilles révèlent le grand temple, le thésauros, les dépôts votifs archaïque et hellénistique ainsi que certaines des trente-sept métopes, ce qui bouleverse la connaissance de l'art grec archaïque. Le temple se trouvait à l'embouchure du fleuve Sélé, à l'emplacement indiqué par Strabon dans ses écrits.
En 1954, ils établissent alors un plan d'exploration systématique du site qui sera à l'origine d'un projet de fouilles systématiques de la surintendance de Calabre. Les fouilles se poursuivent jusqu'en 1960 et révèlent le cœur du sanctuaire et la série de métopes archaïques qui constituent la première documentation de la sculpture de temples de la Grande Grèce. Elle retrouva aussi de nombreuses statuettes du VIIe siècle av. J.-C. et 80 métopes d'un cycle figuratif représentant les Douze travaux d'Hercule et des épisodes du Cycle troyen.
Directrice des Atti e Memorie à partir de 1963, elle mène des fouilles en 1969 dans les zones urbaines de Sybaris. 
Membre de l'Académie des Lyncéens (1956), elle fut la rédactrice en chef des Monumenti Antichi et des Notizie degli Scavi.

## Travaux
En outre de très nombreux articles, on lui doit les ouvrages suivants :
- L'Origine della decorazione frontale, 1925
- Repliche romane di una statua fidiaca, 1933
- La Struttura del Fregio dorico, 1940
- Il tipo di Eracle nell'arte arcaica, 1947
- Un mito italiota in Etruria, 1948
- Odisseo e Cariddi, 1959
- Pittura e pittori nell' Antichità, avec R. Bianchi-Bandinelli et M. Cagiano de Azevedo, 1968